# Elasmus longiscapus
Elasmus longiscapus är en stekelart som beskrevs av Husain och Kudeshia 1989. Elasmus longiscapus ingår i släktet Elasmus och familjen finglanssteklar. Inga underarter finns listade i Catalogue of Life.